# Res inter alios acta
Res inter alios acta és una locució llatina, habitualment d'ús jurídic, prové de res inter alios acta, aliis nec nocet nec prodest (en català: "lo realitzat o jutjat per uns, no beneficia ni perjudica a altre"). L'expressió més curta es podria traduir-se com "cosa feta entre aliens (o altres)". La frase s'utilitza per a expressar la doctrina segons la qual un contracte o un acord entre diverses persones (inter parts) no pot afectar un tercer que no ha estat part en aquest. Els efectes jurídics del mateix es limitarien, per tant, als drets i obligacions de les parts que ho van realitzar.
A part del seu ús en el dret civil especialment en l'àmbit contractual, també és aplicable en el dret internacional públic entre estats pel que fa a tractats internacionals.
També s'usa una expressió encara més curta, la de "res inter alios" que es pot traduir com "un assumpte entre altres no és de la nostra incumbència".